# Ringer-Weltmeisterschaften 2017

AccorHotels Arena (2012)

Die Ringer-Weltmeisterschaften des Jahres 2017 fanden zwischen dem 21. und dem 27. August in der AccorHotels Arena in der französischen Hauptstadt Paris statt. Veranstalter war der internationale Amateur-Ringer-Verband United World Wrestling (UWW).

## Doping
Der Russe Alexander Tschechirkin, Zweiter im griechisch-römischen Stil bis 75 kg, wurde wegen Dopings disqualifiziert.

## Ergebnisse

### Männer

#### Griechisch-römischer Stil
| Event  | Gold                      | Silber                        | Bronze                         |
| ------ | ------------------------- | ----------------------------- | ------------------------------ |
| 59 kg  | Kenichiro Fumita Japan    | Mirambek Ainagulow Kasachstan | Stepan Marjanjan Russland      |
| 59 kg  | Kenichiro Fumita Japan    | Mirambek Ainagulow Kasachstan | Kim Seung-hak Südkorea         |
| 66 kg  | Ryu Han-su Südkorea       | Mateusz Bernatek Polen        | Artem Surkow Russland          |
| 66 kg  | Ryu Han-su Südkorea       | Mateusz Bernatek Polen        | Atakan Yüksel Türkei           |
| 71 kg  | Frank Stäbler Deutschland | Demeu Schadyrajew Kasachstan  | Mohammadali Geraei Iran        |
| 71 kg  | Frank Stäbler Deutschland | Demeu Schadyrajew Kasachstan  | Bálint Korpási Ungarn          |
| 75 kg  | Viktor Nemeš Serbien      |                               | Saeid Mourad Abdvali Iran      |
| 75 kg  | Viktor Nemeš Serbien      | Tamás Lőrincz Ungarn          |                                |
| 80 kg  | Maksim Manukjan Armenien  | Radzik Kuliew Belarus         | Pascal Eisele Deutschland      |
| 80 kg  | Maksim Manukjan Armenien  | Radzik Kuliew Belarus         | Elvin Mursaliyev Aserbaidschan |
| 85 kg  | Metehan Başar Türkei      | Denis Kudla Deutschland       | Hussein Nouri Iran             |
| 85 kg  | Metehan Başar Türkei      | Denis Kudla Deutschland       | Robert Kobliaschwili Georgien  |
| 98 kg  | Artur Aleksanjan Armenien | Musa Jewlojew Russland        | Balázs Kiss Ungarn             |
| 98 kg  | Artur Aleksanjan Armenien | Musa Jewlojew Russland        | Rewas Nadareischwili Georgien  |
| 130 kg | Rıza Kayaalp Türkei       | Heiki Nabi Estland            | Yasmani Acosta Chile           |
| 130 kg | Rıza Kayaalp Türkei       | Heiki Nabi Estland            | Oscar Pino Hinds Kuba          |

#### Freistil
| Event  | Gold                                | Silber                                 | Bronze                                  |
| ------ | ----------------------------------- | -------------------------------------- | --------------------------------------- |
| 57 kg  | Yūki Takahashi Japan                | Thomas Gilman Vereinigte Staaten       | Bekhbayar Erdenebat Mongolei            |
| 57 kg  | Yūki Takahashi Japan                | Thomas Gilman Vereinigte Staaten       | Andrii Yatsenko Ukraine                 |
| 61 kg  | Hadschi Alijew Aserbaidschan        | Gadschimurad Raschidow Russland        | Yowlys Bonne Rodriguez Kuba             |
| 61 kg  | Hadschi Alijew Aserbaidschan        | Gadschimurad Raschidow Russland        | Wladimer Chintschegaschwili Georgien    |
| 65 kg  | Surabi Iakobischwili Georgien       | Magomedmurad Gadżijew Polen            | Alejandro Valdés Kuba                   |
| 65 kg  | Surabi Iakobischwili Georgien       | Magomedmurad Gadżijew Polen            | Alan Kasbekowitsch Gogajew Russland     |
| 70 kg  | Frank Chamizo Italien               | James Green Vereinigte Staaten         | Akzhurek Tanatarov Kasachstan           |
| 70 kg  | Frank Chamizo Italien               | James Green Vereinigte Staaten         | Yuhi Fujinami Japan                     |
| 74 kg  | Jordan Burroughs Vereinigte Staaten | Chetag Nikolajewitsch Zabolow Russland | Ali Schabanau Belarus                   |
| 74 kg  | Jordan Burroughs Vereinigte Staaten | Chetag Nikolajewitsch Zabolow Russland | Soner Demirtaş Türkei                   |
| 86 kg  | Hassan Yazdani Iran                 | Boris Makoev Slowakei                  | J'den Michael Cox Vereinigte Staaten    |
| 86 kg  | Hassan Yazdani Iran                 | Boris Makoev Slowakei                  | Wladislaw Walijew Russland              |
| 97 kg  | Kyle Snyder Vereinigte Staaten      | Abdulraschid Sadulajew Russland        | Georgi Waschajewitsch Ketojew Armenien  |
| 97 kg  | Kyle Snyder Vereinigte Staaten      | Abdulraschid Sadulajew Russland        | Aslanbek Alborow Aserbaidschan          |
| 125 kg | Geno Petriaschwili Georgien         | Taha Akgül Türkei                      | Levan Berianidze Armenien               |
| 125 kg | Geno Petriaschwili Georgien         | Taha Akgül Türkei                      | Nicholas Gwiazdowski Vereinigte Staaten |

### Frauen

#### Freistil
| Event | Gold                              | Silber                           | Bronze                            |
| ----- | --------------------------------- | -------------------------------- | --------------------------------- |
| 48 kg | Yui Susaki Japan                  | Emilia Vuc Rumänien              | Evin Demirhan Türkei              |
| 48 kg | Yui Susaki Japan                  | Emilia Vuc Rumänien              | Kim Sonhyang Nordkorea            |
| 53 kg | Wanessa Kaladschinskaja Belarus   | Mayu Mukaida Japan               | Roksana Zasina Polen              |
| 53 kg | Wanessa Kaladschinskaja Belarus   | Mayu Mukaida Japan               | Maria Prevolaraki Griechenland    |
| 55 kg | Haruna Okuno Japan                | Odunayo Adekuoroye Nigeria       | Iryna Kuratschkina Belarus        |
| 55 kg | Haruna Okuno Japan                | Odunayo Adekuoroye Nigeria       | Becka Leathers Vereinigte Staaten |
| 58 kg | Helen Maroulis Vereinigte Staaten | Marwa Amri Tunesien              | Aissuluu Tynybekowa Kirgisistan   |
| 58 kg | Helen Maroulis Vereinigte Staaten | Marwa Amri Tunesien              | Michelle Fazzari Kanada           |
| 60 kg | Risako Kawai Japan                | Allison Ragan Vereinigte Staaten | Malin Mattsson Schweden           |
| 60 kg | Risako Kawai Japan                | Allison Ragan Vereinigte Staaten | Anastasija Grigorjeva Lettland    |
| 63 kg | Pürewdordschiin Orchon Mongolei   | Julija Tkatsch Ukraine           | Jackeline Rentería Kolumbien      |
| 63 kg | Pürewdordschiin Orchon Mongolei   | Julija Tkatsch Ukraine           | Walerija Lasinskaja Russland      |
| 69 kg | Sara Doshō Japan                  | Aline Focken Deutschland         | Yue Han Volksrepublik China       |
| 69 kg | Sara Doshō Japan                  | Aline Focken Deutschland         | Koumba Larroque Frankreich        |
| 75 kg | Yasemin Adar Türkei               | Wassilissa Marsaljuk Belarus     | Justina di Stasio Kanada          |
| 75 kg | Yasemin Adar Türkei               | Wassilissa Marsaljuk Belarus     | Hiroe Minagawa Japan              |

## Medaillenspiegel
| Rang  | Land                | Gold | Silber | Bronze | Gesamt |
| ----- | ------------------- | ---- | ------ | ------ | ------ |
| 1     | Japan               | 6    | 1      | 2      | 9      |
| 2     | Vereinigte Staaten  | 3    | 3      | 3      | 9      |
| 3     | Türkei              | 3    | 1      | 3      | 7      |
| 4     | Georgien            | 2    | 0      | 3      | 5      |
| 5     | Armenien            | 2    | 0      | 2      | 4      |
| 6     | Belarus             | 1    | 2      | 2      | 5      |
| 7     | Deutschland         | 1    | 2      | 1      | 4      |
| 8     | Iran                | 1    | 0      | 3      | 4      |
| 9     | Aserbaidschan       | 1    | 0      | 2      | 3      |
| 10    | Mongolei            | 1    | 0      | 1      | 2      |
| 10    | Südkorea            | 1    | 0      | 1      | 2      |
| 12    | Italien             | 1    | 0      | 0      | 1      |
| 12    | Serbien             | 1    | 0      | 0      | 1      |
| 14    | Russland            | 0    | 5      | 5      | 10     |
| 15    | Kasachstan          | 0    | 2      | 1      | 3      |
| 15    | Polen               | 0    | 2      | 1      | 3      |
| 17    | Ukraine             | 0    | 1      | 1      | 2      |
| 18    | Rumänien            | 0    | 1      | 0      | 1      |
| 18    | Nigeria             | 0    | 1      | 0      | 1      |
| 18    | Tunesien            | 0    | 1      | 0      | 1      |
| 18    | Slowakei            | 0    | 1      | 0      | 1      |
| 18    | Estland             | 0    | 1      | 0      | 1      |
| 23    | Kuba                | 0    | 0      | 3      | 3      |
| 23    | Ungarn              | 0    | 0      | 3      | 3      |
| 25    | Kanada              | 0    | 0      | 2      | 2      |
| 26    | Volksrepublik China | 0    | 0      | 1      | 1      |
| 26    | Schweden            | 0    | 0      | 1      | 1      |
| 26    | Nordkorea           | 0    | 0      | 1      | 1      |
| 26    | Frankreich          | 0    | 0      | 1      | 1      |
| 26    | Kolumbien           | 0    | 0      | 1      | 1      |
| 26    | Lettland            | 0    | 0      | 1      | 1      |
| 26    | Griechenland        | 0    | 0      | 1      | 1      |
| 26    | Kirgisistan         | 0    | 0      | 1      | 1      |
| 26    | Chile               | 0    | 0      | 1      | 1      |
| Total | Total               | 24   | 24     | 48     | 96     |

## Teilnehmer aus dem deutschsprachigen Raum

### Deutschland
Der Deutsche Ringerbund nominierte insgesamt 20 Männer und Frauen:

#### Männer

##### Griechisch-römischer Stil
- Etienne Kinsinger (59 kg)
- Matthias Maasch (66 kg)
- Frank Stäbler (71 kg)
- Florian Neumaier (75 kg)
- Pascal Eisele (80 kg)
- Denis Kudla (85 kg)
- Oliver Hassler (98 kg)
- Eduard Popp (130 kg)

Trainer: Michael Carl

##### Freistil
- Manuel Wolfer (61 kg)
- Alexander Semisorow (65 kg)
- Lennard Wickel (70 kg)
- Kubilay Cakici (74 kg)
- Achmed Dudarov (86 kg)
- Gabriel Stark (97 kg)

Trainer: Jürgen Scheibe und Behçet Selimoğlu

#### Frauen

##### Freistil
- Nina Hemmer (53 kg)
- Sandra Paruszewski (55 kg)
- Laura Mertens (58 kg)
- Luisa Niemesch (60 kg)
- Aline Focken (69 kg)
- Maria Selmaier (75 kg)

Trainer: Patrick Loë, Christoph Ewald und Armen Mkrttschjan

### Österreich
Der Österreichische Ringsportverband nominierte sechs Ringerinnen und Ringer:

#### Männer
- Amer Hrustanovic, (G-r, 85 kg)
- Daniel Gastl, (G-r, 98 kg)
- Michael Wagner (G-r, 80 kg)
- Benedikt Puffer, (G-r, 71 kg)
- Amirkhan Visalimov, (Fs, 74 kg)

#### Frauen
- Martina Kuenz (69 kg)

### Schweiz

#### Männer
- Flavio Freuler (M, G-r, 66 kg)
- Damian Dietsche (M, G-r, 75 kg)

Trainer ist Alfred Ter-Mkrtchyan. Die im Freistil nominierten Randy Vock und Yves Neyer verletzten sich in der Vorbereitungsphase und konnten letztlich nicht am Wettbewerb teilnehmen.